# Lago Sakakawea
El lago Sakakawea es un lago artificial o embalse de los Estados Unidos de la cuenca del río Misuri en el centro de Dakota del Norte. Recibe su nombre de una mujer Shoshone-Hidatsa: Sacagawea, es el tercer lago artificial por volumen en los Estados Unidos, después del lago Mead y del lago Powell. El lago queda en partes de seis condados en la parte occidental de Dakota del Norte: Dunn, McKenzie, McLean, Mercer, Mountrail y Williams.
Se encuentra alrededor de 80 kilómetros desde Bismarck (Dakota del Norte); la distancia por el río es de alrededor de 120 km. El lago tiene una anchura media que varía entre los 3,2 y 4,8 km y en su punto más ancho alcanza los 23 km (Van Hook arm). El lago Sakakawea marca la máxima extensión suroeste de glaciación durante la edad de hielo.
El embalse fue creado cuando se terminó la presa Garrison en 1956, el segundo (y más grande) de seis presas en la rama principal del río Misuri construidas y administradas por el Cuerpo de Ingenieros del Ejército de los Estados Unidos para controlar las inundaciones, la generación de energía hidroeléctrica, la navegación y la irrigación.  
El parque estatal del lago Sakakawea es el extremo occidental del Sendero escénico nacional del país septentrional de 7400 km de largo, que es un sendero del milenio nacional que cruza el borde septentrional de los Estados Unidos Continentales hasta Port Henry (Nueva York). El parque fue al principio desarrollado por el Cuerpo de Ingenierons del Ejército de los Estados Unidos como Garrison Lake State Park. En 1965 el North Dakota Parks and Recreation Department (en español:Departamento de Parques y Recreación de Dakota del Norte) asumió la administración del parque y le cambió el nombre por el de Lake Sakakawea State Park en honor de la mujer Shoshone/Hidatsa Sacagawea que acompañó la expedición de Lewis y Clark corriente arriba del río Misuri desde Fort Mandan en abril de 1805.